# Nuoto ai XVIII Giochi del Mediterraneo - 400 metri misti femminili
La gara dei 400 metri misti femminili dei XVIII Giochi del Mediterraneo si è svolta il 23 giugno 2018. Al mattino si sono svolte le batterie, mentre la finale si è disputata nel pomeriggio.

## Podio
| Pos. | Atleta         | Nazione |
| ---- | -------------- | ------- |
|      | Catalina Corró | Spagna  |
|      | Anja Crevar    | Serbia  |
|      | Carlotta Toni  | Italia  |

## Record
Prima della manifestazione il record del mondo (RM) e il record dei Giochi del Mediterraneo (RG) erano i seguenti.
|  | 4'26"36 | Katinka Hosszú | 6 agosto 2016 Rio de Janeiro |
|  | 4'39"48 | Anja Klinar    | 29 giugno 2009 Pescara       |

Durante la competizione è stato migliorato il seguente record:
|  | 4'39"42 | Catalina Corró |

## Risultati

### Batterie
| Pos. | Batteria | Corsia | Atleta                 | Nazionalità | Tempo   | Note |
| ---- | -------- | ------ | ---------------------- | ----------- | ------- | ---- |
| 1    | 2        | 4      | Mireia Belmonte        | Spagna      | 4'40"53 | Q    |
| 2    | 1        | 3      | Catalina Corró         | Spagna      | 4'42"89 | Q    |
| 3    | 2        | 3      | Anja Crevar            | Serbia      | 4'43"94 | Q    |
| 4    | 2        | 6      | Viktoriya Zeynep Güneş | Turchia     | 4'44"43 | Q    |
| 5    | 2        | 5      | Victoria Kaminskaya    | Portogallo  | 4'45"40 | Q    |
| 6    | 1        | 4      | Carlotta Toni          | Italia      | 4'47"82 | Q    |
| 7    | 1        | 5      | Ilektra Lebl           | Grecia      | 4'50"07 | Q    |
| 8    | 1        | 5      | Alessia Polieri        | Italia      | 4'50"18 | Q    |
| 9    | 2        | 2      | Rania Nefsi            | Algeria     | 5'05"27 |      |

### Finale
| Pos. | Corsia | Atleta                 | Nazionalità | Tempo   | Note |
| ---- | ------ | ---------------------- | ----------- | ------- | ---- |
|      | 5      | Catalina Corró         | Spagna      | 4'39"42 |      |
|      | 3      | Anja Crevar            | Serbia      | 4'40"62 |      |
|      | 7      | Carlotta Toni          | Italia      | 4'41"43 |      |
| 4    | 2      | Victoria Kaminskaya    | Portogallo  | 4'42"34 |      |
| 5    | 6      | Viktoriya Zeynep Güneş | Turchia     | 4'42"54 |      |
| 6    | 8      | Alessia Polieri        | Italia      | 4'43"35 |      |
| 7    | 4      | Mireia Belmonte        | Spagna      | 4'43"98 |      |
| 8    | 1      | Ilektra Lebl           | Grecia      | 4'49"75 |      |